# Handebol nos Jogos Olímpicos de Verão de 2020 - Qualificação masculina
Este artigo detalha a fase de qualificação masculina do handebol nos Jogos Olímpicos de Verão de 2020. (As Olimpíadas foram adiadas para 2021 devido à pandemia de COVID-19).. Doze equipes receberam vagas para o torneio: o país-sede, a campeã mundial, as quatro campeãs continentais e as seis equipes dos torneios de qualificação olímpica mundiais, respectivamente.

## Linha do tempo
| Qualificação                                                             | Data                              | Local                      | Vagas | Qualificados      |
| ------------------------------------------------------------------------ | --------------------------------- | -------------------------- | ----- | ----------------- |
| País-sede                                                                | 7 de setembro de 2013             | Buenos Aires               | 1     | Japão             |
| Campeonato Mundial 2019                                                  | 10 a 27 de janeiro de 2019        | Dinamarca / Alemanha       | 1     | Dinamarca         |
| Jogos Pan-Americanos de 2019                                             | 31 de julho a 5 de agosto de 2019 | Lima                       | 1     | Argentina         |
| Torneio Asiático de Qualificação Olímpica de Handebol Masculino          | 17 a 26 de outubro de 2019        | Doha                       | 1     | Bahrein           |
| Campeonato Europeu 2020                                                  | 10 a 26 de janeiro de 2020        | Áustria / Noruega / Suécia | 1     | Espanha           |
| Campeonato Africano 2020                                                 | 16 a 26 de janeiro de 2020        | Tunísia                    | 1     | Egito             |
| Torneios Mundiais de Qualificação Olímpica de Handebol Masculino de 2021 | 12 a 14 de março de 2021          | Podgorica                  | 2     | Brasil · Noruega  |
| Torneios Mundiais de Qualificação Olímpica de Handebol Masculino de 2021 | 12 a 14 de março de 2021          | Montpellier                | 2     | França · Portugal |
| Torneios Mundiais de Qualificação Olímpica de Handebol Masculino de 2021 | 12 a 14 de março de 2021          | Berlim                     | 2     | Alemanha · Suécia |
| Total                                                                    |                                   |                            | 12    |                   |

## Legenda para o tipo de qualificação
| Qualificado | Qualificado                        | Qualificado                      |
| Chave       | De                                 | Para                             |
| ----------- | ---------------------------------- | -------------------------------- |
|             | Campeonato Mundial                 | Torneio Olímpico                 |
|             | Evento de Qualificação Continental | Torneio Olímpico                 |
|             | Campeonato Mundial                 | Torneio de Qualificação Olímpica |
|             | Evento de Qualificação Continental | Torneio de Qualificação Olímpica |

## País sede
- Japão

## Campeonato Mundial
| Posição | Equipe             |
| ------- | ------------------ |
| 1       | Dinamarca          |
| 2       | Noruega            |
| 3       | França             |
| 4       | Alemanha           |
| 5       | Suécia             |
| 6       | Croácia            |
| 7       | Espanha            |
| 8       | Egito              |
| 9       | Brasil             |
| 10      | Hungria            |
| 11      | Islândia           |
| 12      | Tunísia            |
| 13      | Catar              |
| 14      | Rússia             |
| 15      | Macedônia do Norte |
| 16      | Chile              |
| 17      | Argentina          |
| 18      | Sérvia             |
| 19      | Áustria            |
| 20      | Bahrein            |
| 21      | Arábia Saudita     |
| 22      | Coreia do Sul      |
| 23      | Angola             |
| 24      | Japão              |

## Qualificação Continental

### Europa
| Posição | Equipe               |
| ------- | -------------------- |
| 1       | Espanha              |
| 2       | Croácia              |
| 3       | Noruega              |
| 4       | Eslovênia            |
| 5       | Alemanha             |
| 6       | Portugal             |
| 7       | Suécia               |
| 8       | Áustria              |
| 9       | Hungria              |
| 10      | Bielorrússia         |
| 11      | Islândia             |
| 12      | Chéquia              |
| 13      | Dinamarca            |
| 14      | França               |
| 15      | Macedônia do Norte   |
| 16      | Suíça                |
| 17      | Países Baixos        |
| 18      | Montenegro           |
| 19      | Ucrânia              |
| 20      | Sérvia               |
| 21      | Polônia              |
| 22      | Rússia               |
| 23      | Bósnia e Herzegovina |
| 24      | Letônia              |

### Ásia

#### Fase preliminar
Todos os horários estão no horário local (UTC+3).

##### Grupo A
| Pos. | Equipe         | Pts | J | V | E | D | GP  | GC  | SG  |
| ---- | -------------- | --- | - | - | - | - | --- | --- | --- |
| 1    | Catar          | 6   | 3 | 3 | 0 | 0 | 118 | 44  | +74 |
| 2    | Arábia Saudita | 4   | 3 | 2 | 0 | 1 | 96  | 69  | +27 |
| 3    | Índia          | 2   | 3 | 1 | 0 | 2 | 66  | 104 | -38 |
| 4    | Hong Kong      | 0   | 3 | 0 | 0 | 3 | 59  | 122 | -63 |

Regras = 1) Pontos; 2) Confronto direto; 3) Saldo de gols no confronto direto; 4) Gols marcados no confronto direto; 5) Saldo de gols
| 17 de outubro de 2019 16:00 | Arábia Saudita | 35–24 | Índia | Duhail Handball Sports Hall, Doha |
| 17 de outubro de 2019 16:00 | (19–13)        |       |       | Duhail Handball Sports Hall, Doha |
| 17 de outubro de 2019 16:00 |                |       |       | Duhail Handball Sports Hall, Doha |

| 17 de outubro de 2019 18:00 | Catar  | 49–19 | Hong Kong | Duhail Handball Sports Hall, Doha |
| 17 de outubro de 2019 18:00 | (19–6) |       |           | Duhail Handball Sports Hall, Doha |
| 17 de outubro de 2019 18:00 |        |       |           | Duhail Handball Sports Hall, Doha |

| 19 de outubro de 2019 16:00 | Hong Kong | 16–41 | Arábia Saudita | Duhail Handball Sports Hall, Doha |
| 19 de outubro de 2019 16:00 | (6–17)    |       |                | Duhail Handball Sports Hall, Doha |
| 19 de outubro de 2019 16:00 |           |       |                | Duhail Handball Sports Hall, Doha |

| 19 de outubro de 2019 18:00 | Índia  | 10–40 | Catar | Duhail Handball Sports Hall, Doha |
| 19 de outubro de 2019 18:00 | (4–18) |       |       | Duhail Handball Sports Hall, Doha |
| 19 de outubro de 2019 18:00 |        |       |       | Duhail Handball Sports Hall, Doha |

| 21 de outubro de 2019 16:00 | Índia   | 32–29 | Hong Kong | Duhail Handball Sports Hall, Doha |
| 21 de outubro de 2019 16:00 | (16–15) |       |           | Duhail Handball Sports Hall, Doha |
| 21 de outubro de 2019 16:00 |         |       |           | Duhail Handball Sports Hall, Doha |

| 21 de outubro de 2019 18:00 | Catar  | 29–20 | Arábia Saudita | Duhail Handball Sports Hall, Doha |
| 21 de outubro de 2019 18:00 | (13–9) |       |                | Duhail Handball Sports Hall, Doha |
| 21 de outubro de 2019 18:00 |        |       |                | Duhail Handball Sports Hall, Doha |

##### Grupo B
| Pos. | Equipe        | Pts | J | V | E | D | GP | GC | SG |
| ---- | ------------- | --- | - | - | - | - | -- | -- | -- |
| 1    | Coreia do Sul | 4   | 3 | 2 | 0 | 1 | 94 | 90 | +4 |
| 2    | Bahrein       | 4   | 3 | 2 | 0 | 1 | 85 | 78 | +7 |
| 3    | Irã           | 3   | 3 | 1 | 1 | 1 | 90 | 92 | -2 |
| 4    | Kuwait        | 1   | 3 | 0 | 1 | 2 | 89 | 98 | -9 |

Regras = 1) Pontos; 2) Confronto direto; 3) Saldo de gols no confronto direto; 4) Gols marcados no confronto direto; 5) Saldo de gols
| 18 de outubro de 2019 16:00 | Coreia do Sul | 27–28 | Irã | Duhail Handball Sports Hall, Doha |
| 18 de outubro de 2019 16:00 | (12–13)       |       |     | Duhail Handball Sports Hall, Doha |
| 18 de outubro de 2019 16:00 |               |       |     | Duhail Handball Sports Hall, Doha |

| 18 de outubro de 2019 18:00 | Bahrein | 26–21 | Kuwait | Duhail Handball Sports Hall, Doha |
| 18 de outubro de 2019 18:00 | (12–10) |       |        | Duhail Handball Sports Hall, Doha |
| 18 de outubro de 2019 18:00 |         |       |        | Duhail Handball Sports Hall, Doha |

| 20 de outubro de 2019 16:00 | Kuwait  | 32–36 | Coreia do Sul | Duhail Handball Sports Hall, Doha |
| 20 de outubro de 2019 16:00 | (16–20) |       |               | Duhail Handball Sports Hall, Doha |
| 20 de outubro de 2019 16:00 |         |       |               | Duhail Handball Sports Hall, Doha |

| 20 de outubro de 2019 18:00 | Irã     | 26–29 | Bahrein | Duhail Handball Sports Hall, Doha |
| 20 de outubro de 2019 18:00 | (13–15) |       |         | Duhail Handball Sports Hall, Doha |
| 20 de outubro de 2019 18:00 |         |       |         | Duhail Handball Sports Hall, Doha |

| 22 de outubro de 2019 16:00 | Bahrein | 30–31 | Coreia do Sul | Duhail Handball Sports Hall, Doha |
| 22 de outubro de 2019 16:00 | (16–14) |       |               | Duhail Handball Sports Hall, Doha |
| 22 de outubro de 2019 16:00 |         |       |               | Duhail Handball Sports Hall, Doha |

| 22 de outubro de 2019 18:00 | Irã     | 36–36 | Kuwait | Duhail Handball Sports Hall, Doha |
| 22 de outubro de 2019 18:00 | (18–16) |       |        | Duhail Handball Sports Hall, Doha |
| 22 de outubro de 2019 18:00 |         |       |        | Duhail Handball Sports Hall, Doha |

#### Fase eliminatória

##### Chave
|  | Semifinais     | Semifinais    |                   |    | Final | Final |
|  |                |               |                   |    |       |       |
|  | 24 de outubro  |               |                   |    |       |       |
|  |                |               |                   |    |       |       |
|  | Catar          | 26            |                   |    |       |       |
|  | Catar          | 26            | 26 de outubro     |    |       |       |
|  | Bahrein        | 28            |                   |    |       |       |
|  | Bahrein        | 28            | Bahrein           | 34 |       |       |
|  | 24 de outubro  |               | Bahrein           | 34 |       |       |
|  |                | Coreia do Sul | 29                |    |       |       |
|  | Coreia do Sul  | Coreia do Sul | 29                | 29 |       |       |
|  | Coreia do Sul  |               |                   | 29 |       |       |
|  | Arábia Saudita | 26            |                   |    |       |       |
|  | Arábia Saudita | 26            | Disputa do bronze |    |       |       |
|  |                |               |                   |    |       |       |
|  | 26 de outubro  |               |                   |    |       |       |
|  |                |               |                   |    |       |       |
|  | Catar          | 31            |                   |    |       |       |
|  | Catar          | 31            |                   |    |       |       |
|  | Arábia Saudita | 21            |                   |    |       |       |

|  | Disputa de 5º ao 8º lugar | Disputa de 5º ao 8º lugar |               |    | Quinto lugar | Quinto lugar |
|  |                           |                           |               |    |              |              |
|  | 24 de outubro             |                           |               |    |              |              |
|  |                           |                           |               |    |              |              |
|  | Índia                     | 21                        |               |    |              |              |
|  | Índia                     | 21                        | 25 de outubro |    |              |              |
|  | Kuwait                    | 34                        |               |    |              |              |
|  | Kuwait                    | 34                        | Kuwait        | 25 |              |              |
|  | 24 de outubro             |                           | Kuwait        | 25 |              |              |
|  |                           | Irã                       | 27            |    |              |              |
|  | Irã                       | Irã                       | 27            | 48 |              |              |
|  | Irã                       |                           |               | 48 |              |              |
|  | Hong Kong                 | 16                        |               |    |              |              |
|  | Hong Kong                 | 16                        | Sétimo lugar  |    |              |              |
|  |                           |                           |               |    |              |              |
|  | 25 de outubro             |                           |               |    |              |              |
|  |                           |                           |               |    |              |              |
|  | Índia                     | 26                        |               |    |              |              |
|  | Índia                     | 26                        |               |    |              |              |
|  | Hong Kong                 | 30                        |               |    |              |              |

##### Disputa de 5º ao 8º lugar
| 26 de outubro de 2019 12:00 | Índia   | 21–34 | Kuwait | Duhail Handball Sports Hall, Doha |
| 26 de outubro de 2019 12:00 | (12–17) |       |        | Duhail Handball Sports Hall, Doha |
| 26 de outubro de 2019 12:00 |         |       |        | Duhail Handball Sports Hall, Doha |

| 24 de outubro de 2019 14:00 | Irã    | 48–16 | Hong Kong | Duhail Handball Sports Hall, Doha |
| 24 de outubro de 2019 14:00 | (25–6) |       |           | Duhail Handball Sports Hall, Doha |
| 24 de outubro de 2019 14:00 |        |       |           | Duhail Handball Sports Hall, Doha |

##### Semifinais
| 24 de outubro de 2019 16:00 | Coreia do Sul | 29–26 | Arábia Saudita | Duhail Handball Sports Hall, Doha |
| 24 de outubro de 2019 16:00 | (17–12)       |       |                | Duhail Handball Sports Hall, Doha |
| 24 de outubro de 2019 16:00 |               |       |                | Duhail Handball Sports Hall, Doha |

| 24 de outubro de 2019 18:00 | Catar   | 26–28 | Bahrein | Duhail Handball Sports Hall, Doha |
| 24 de outubro de 2019 18:00 | (15–16) |       |         | Duhail Handball Sports Hall, Doha |
| 24 de outubro de 2019 18:00 |         |       |         | Duhail Handball Sports Hall, Doha |

##### Disputa do sétimo lugar
| 25 de outubro de 2019 16:00 | Índia   | 26–30 | Hong Kong | Duhail Handball Sports Hall, Doha |
| 25 de outubro de 2019 16:00 | (13–11) |       |           | Duhail Handball Sports Hall, Doha |
| 25 de outubro de 2019 16:00 |         |       |           | Duhail Handball Sports Hall, Doha |

##### Disputa do quinto lugar
| 25 de outubro de 2019 18:00 | Kuwait  | 25–27 | Irã | Duhail Handball Sports Hall, Doha |
| 25 de outubro de 2019 18:00 | (14–11) |       |     | Duhail Handball Sports Hall, Doha |
| 25 de outubro de 2019 18:00 |         |       |     | Duhail Handball Sports Hall, Doha |

##### Disputa do terceiro lugar
| 26 de outubro de 2019 16:00 | Catar   | 31–21 | Arábia Saudita | Duhail Handball Sports Hall, Doha |
| 26 de outubro de 2019 16:00 | (16–12) |       |                | Duhail Handball Sports Hall, Doha |
| 26 de outubro de 2019 16:00 |         |       |                | Duhail Handball Sports Hall, Doha |

##### Final
| 26 de outubro de 2019 18:00 | Bahrein | 34–29 | Coreia do Sul | Duhail Handball Sports Hall, Doha |
| 26 de outubro de 2019 18:00 | (13–15) |       |               | Duhail Handball Sports Hall, Doha |
| 26 de outubro de 2019 18:00 |         |       |               | Duhail Handball Sports Hall, Doha |

#### Classificação final
| Posição | Equipe         |
| ------- | -------------- |
| 1       | Bahrein        |
| 2       | Coreia do Sul  |
| 3       | Catar          |
| 4       | Arábia Saudita |
| 5       | Irã            |
| 6       | Kuwait         |
| 7       | Hong Kong      |
| 8       | Índia          |

### América
| Posição | Equipe         |
| ------- | -------------- |
| 1       | Argentina      |
| 2       | Chile          |
| 3       | Brasil         |
| 4       | México         |
| 5       | Cuba           |
| 6       | Estados Unidos |
| 7       | Porto Rico     |
| 8       | Peru           |

### África
| Posição | Equipe                         |
| ------- | ------------------------------ |
|         | Egito                          |
|         | Tunísia                        |
|         | Argélia                        |
| 4       | Angola                         |
| 5       | Cabo Verde                     |
| 6       | Marrocos                       |
| 7       | República Democrática do Congo |
| 8       | Gabão                          |
| 9       | Congo                          |
| 10      | Guiné                          |
| 11      | Nigéria                        |
| 12      | Camarões                       |
| 13      | Líbia                          |
| 14      | Costa do Marfim                |
| 15      | Quênia                         |
| 16      | Zâmbia                         |

## Torneios de Qualificação Olímpica

### Torneio de Qualificação Olímpica de 2020 #1
| Pos. | Equipe        | Pts | J | V | E | D | GP  | GC  | SG  |
| ---- | ------------- | --- | - | - | - | - | --- | --- | --- |
| 1    | Noruega       | 6   | 3 | 3 | 0 | 0 | 113 | 74  | +40 |
| 2    | Brasil        | 4   | 3 | 2 | 0 | 1 | 76  | 80  | -4  |
| 3    | Coreia do Sul | 2   | 3 | 1 | 0 | 2 | 91  | 109 | -18 |
| 4    | Chile         | 0   | 3 | 0 | 0 | 3 | 82  | 100 | -18 |

Regras = 1) Pontos; 2) Confronto direto; 3) Saldo de gols no confronto direto; 4) Gols marcados no confronto direto; 5) Saldo de gols; 6) Gols marcados; 7) Sorteio.

### Torneio de Qualificação Olímpica de 2020 #2
| Pos. | Equipe   | Pts | J | V | E | D | GP | GC  | SG  |
| ---- | -------- | --- | - | - | - | - | -- | --- | --- |
| 1    | França   | 4   | 3 | 2 | 0 | 1 | 98 | 84  | +14 |
| 2    | Portugal | 4   | 3 | 2 | 0 | 1 | 87 | 80  | +7  |
| 3    | Croácia  | 4   | 3 | 2 | 0 | 1 | 81 | 81  | 0   |
| 4    | Tunísia  | 0   | 3 | 0 | 0 | 3 | 83 | 104 | -21 |

Regras = 1) Pontos; 2) Confronto direto; 3) Saldo de gols no confronto direto; 4) Gols marcados no confronto direto; 5) Saldo de gols; 6) Gols marcados; 7) Sorteio.

### Torneio de Qualificação Olímpica de 2020 #3
| Pos. | Equipe    | Pts | J | V | E | D | GP | GC  | SG  |
| ---- | --------- | --- | - | - | - | - | -- | --- | --- |
| 1    | Suécia    | 5   | 3 | 2 | 1 | 0 | 93 | 75  | +18 |
| 2    | Alemanha  | 5   | 3 | 2 | 1 | 0 | 95 | 78  | +17 |
| 3    | Eslovênia | 2   | 3 | 1 | 0 | 2 | 88 | 96  | -8  |
| 4    | Argélia   | 0   | 3 | 0 | 0 | 3 | 79 | 106 | -27 |

Regras = 1) Pontos; 2) Confronto direto; 3) Saldo de gols no confronto direto; 4) Gols marcados no confronto direto; 5) Saldo de gols; 6) Gols marcados; 7) Sorteio.